# Banglades közlekedése

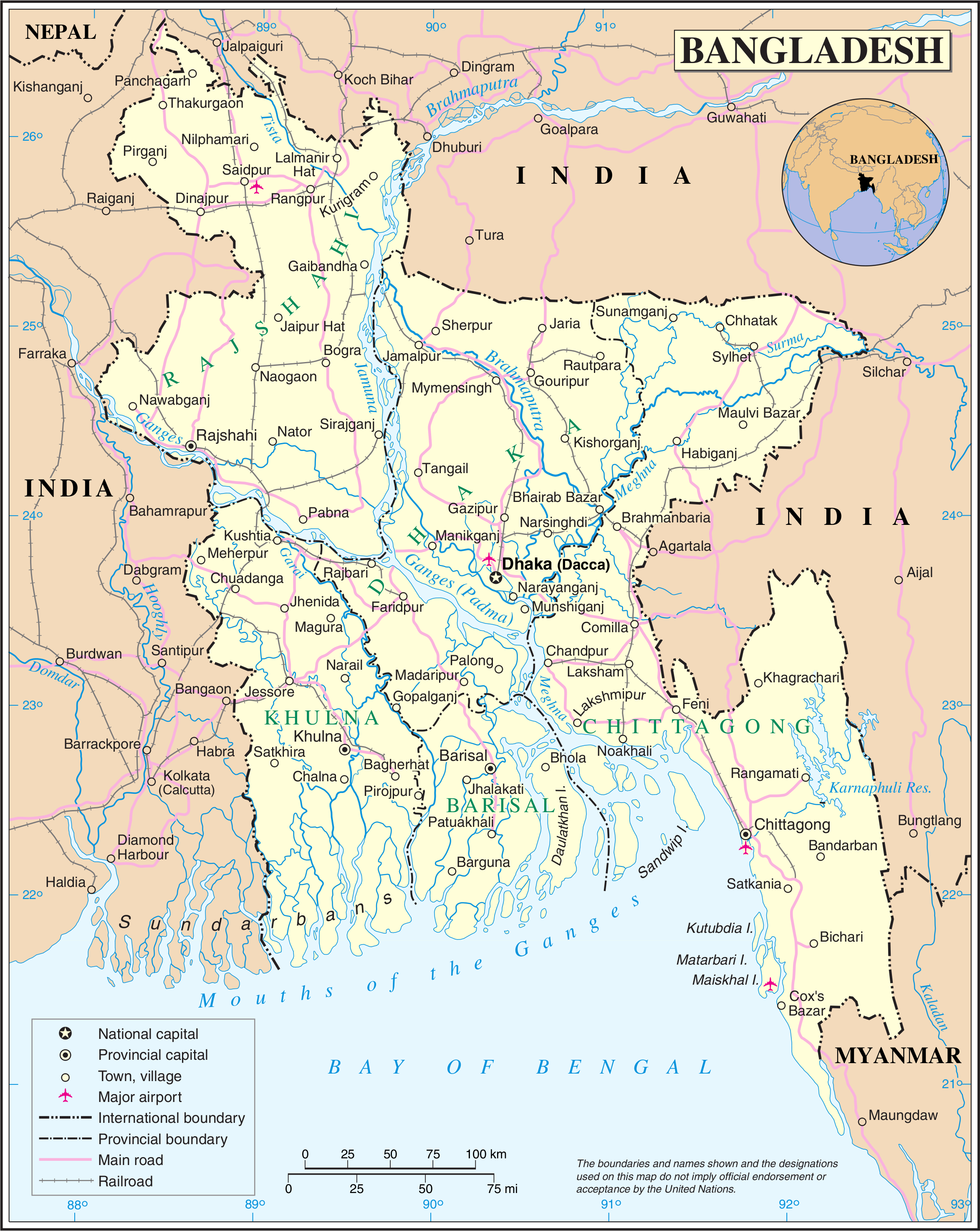
Banglades közlekedési térképe.

Banglades közlekedése az ország gazdaságának egyik igen jelentős szektora. A Pakisztántól való függetlenség kivívása után az ország közlekedési infrastruktúrája nagy ütemben fejlődött, és kialakultak a vízi, közúti és légi közlekedési folyosók.
Banglades közlekedésében nagy szerepet játszanak a folyók és a kikötők, illetve a két part között összeköttetést létesítő kompok. A bangladesi vasúttársaság központja a déli kikötővárosban, Chittagongban található, a vasúthálózat nagy részét még a brit fennhatóság alatt létesített Assam Bengal vasúttársaságtól örökölték.
A közúti közlekedés a lakosság és a gazdaság növekedésével igen fontos szerepet játszik, de a fővárosban, Dakkában gyakoriak a dugók.

## Vasúti közlekedés
A vasút fontos szerepet játszik Banglades tömegközlekedésében. A Bangladesi Vasutak a vasúti hálózatát az Assam Bengal nevű, brit alapítású társaságtól örökölte az 1947-es, Indiától történt leválás után. A vállalat központja a déli kikötővárosban, Chittagongban található. 1971-től kezdődően, a Nyugat-Pakisztántól való függetlenedés után már alig fejlesztették a rendszert.
2005-ben így 2706 km-re rúgott a vonalak összhossza. Ebből 923 kilométernyi szakasz 1676 mm-es nyomtávú (főleg a nyugati régióban), míg a maradék 1822 km 1 méteres nyomtávval készült (a középső és keleti országrészeken). Az ebből fakadó problémákat egy harmadik sín lefektetésével orvosolták a főbb szakaszokon.
Az egymástól korábban elszigetelt keleti és nyugati hálózatok közötti összeköttetésre 1998-ban került sor a Jamuna-híd átadásával.

## Vízi közlekedés
Banglades vízi útvonalainak hossza 5150 és 8046 km között alakul, melyből 2575 illetve 3058 km hajózható nagyobb kereskedelmi hajókkal. A sok folyó miatt a kompok használata elterjedt és népszerű, de az elavult járművek miatt évente nagyon sok ember veszti életét.

## Kikötők
- Chittagong
- Dhaka
- Mongla
- Sonadia

## Repülőterek
A repülőterek száma: 17 (2008)
Ebből 16 aszfaltozott, 1 aszfalt nélküli.